# Jamie Barjonas
Jamie Barjonas (* 24. Januar 1999 in Leeds) ist ein schottischer Fußballspieler, der beim Airdrieonians FC unter Vertrag steht.

## Karriere

### Verein
Jamie Barjonas wurde im Jahr 1999 in der schottischen Stadt Glasgow geboren. Seine Karriere begann er als 9-Jähriger bei den Glasgow Rangers. Im März 2017 unterschrieb er bei den Rangers seinen ersten Profivertrag. Am 35. Spieltag der Saison 2016/17 debütierte Barjonas als Profi im Spiel gegen Partick Thistle, nachdem er für Danny Wilson eingewechselt wurde. An den letzten drei Spieltagen kam Barjonas ebenfalls zum Einsatz.

### Nationalmannschaft
Jamie Barjonas absolviert seit 2014 Länderspiele für Schottland, darunter in der U-15, U-16, U-17 und U-19.